# Шарварк (Малопольське воєводство)
Шарварк (пол. Szarwark) — село в Польщі, у гміні Домброва-Тарновська Домбровського повіту Малопольського воєводства.
Населення — 882 особи (2011).
У 1975—1998 роках село належало до Тарновського воєводства.

## Географія
У селі бере початок річка Млинувка.

## Демографія
Демографічна структура станом на 31 березня 2011 року:
|          | Загалом | Допрацездатний вік | Працездатний вік | Постпрацездатний вік |
| -------- | ------- | ------------------ | ---------------- | -------------------- |
| Чоловіки | 444     | 89                 | 293              | 62                   |
| Жінки    | 438     | 96                 | 239              | 103                  |
| Разом    | 882     | 185                | 532              | 165                  |